# Hennaard
Hennaard (officieel, Fries: Hinnaard) is een klein terpdorp in de gemeente Súdwest-Fryslân, in de Nederlandse provincie Friesland. Hennaard ligt tussen Wommels en Oosterlittens ten zuiden van de Bolswardertrekvaart. Hennaard vormt samen met de dorpen Itens, Lutkewierum en Rien een gezamenlijke gemeenschap die de 4 Dorpen (De fjouwer doarpen) wordt genoemd. 
In 2023 telde het dorp 50 inwoners. Zo'n beetje de helft daarvan woont in de buurtschap Montsamaburen, dat in het postcodegebied van Hennaard ligt.

## Geschiedenis
Het dorp is ontstaan op een smalle terp. De kern van het dorp is nauwelijks gegroeid en bestaat nog altijd uit enkele woningen rond een kleine terp met een cirkelvormig grindpad, met in het midden een begraafplaats en een klokkenhuis.
Tussen Hennaard en Spijk stond een tijdlang de Sassingastate, deze is later vervangen door een boerderij. In 10e eeuw werd de plaats mogelijk vermeld als Hanwurf (te lezen als Hanwurt) maar helemaal zeker is dat niet. In ieder geval werd Hennaard in 1319 en 1370 vermeld als Hernawort, in 1402 Hernauert, in 1469 als Hynnaerdera heren en in 1505 Hinnaerd. De plaatsnaam zou duiden op een terp (wort/wert) die in een hoek was gelegen. Het dorp lag in een hoek van het eiland van Oosterend.
Het dorp was ook de naamgever aan de grietenij Hennaarderadeel, die in 1450 als Hinnawarderadele werd vermeld. Het dorp vormde zelfs de hoofdplaats waar het recht werd gesproken. Tot de gemeentelijke herindeling in 1984 lag Hennaard in de toenmalige gemeente Hennaarderadeel en van 1984 tot 2018 behoorde het tot de toenmalige gemeente Littenseradeel.

## Klokhuis

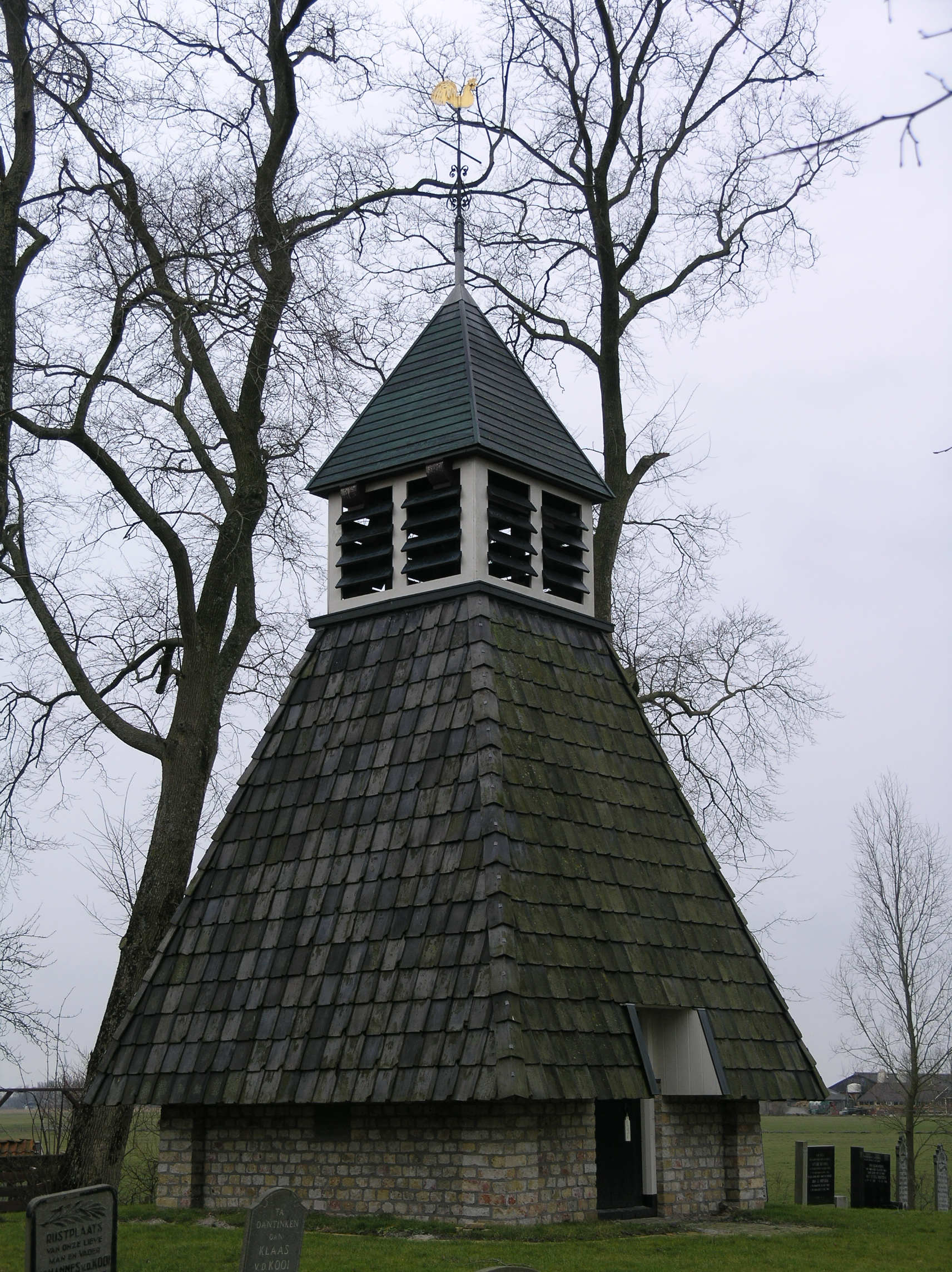
Klokkenhuis

Het vierkante klokhuis van Hennaard is gebouwd in 1870, op de plek waar de voormalige kerk stond. De voet van het klokhuis bestaat uit stenen (gele moppen) afkomstig van deze rond 1862 gesloopte kerk.
Een gevelsteen uit 1731 maakt melding van een reparatie aan de toenmalige kerk. De klok is zonder inscriptie, waarschijnlijk uit de 13e eeuw, en wordt driemaal daags (automatisch) geluid. Op de begraafplaats liggen enkele grafstenen, die zich oorspronkelijk binnen de voormalige kerk bevonden. Het geheel is dagelijks vrij toegankelijk voor bezichtiging en het klokhuis bevat een kleine tentoonstelling omtrent de geschiedenis.

## Sport en cultuur
Hoewel het dorp zelf geen verenigingen heeft, zijn er in de omliggende dorpen een aantal gezamenlijke verenigingen, zoals de dorpsbelangenvereniging, de kaatsvereniging Itens e.o., de dartclub De Fjouwer Flaaijers, de filmclub de Fjouwerdoarpen en de toneelvereniging uit Rien. De dorpskrant wordt eveneens gezamenlijk uitgebracht en het dorpshuis De Lytse Fjouwere, is gevestigd in Itens.

## Onderwijs
Voor het basisonderwijs is het dorp aangewezen op de scholen in de omgeving. In het verleden heeft er een school in het dorp gestaan. De school werd later een kosterswoning en daarna een gewone woning. Deze woning is net als het klokhuis een rijksmonument.